# Saint-Cézaire-sur-Siagne
Saint-Cézaire-sur-Siagne (Occitaans: Sant Cesari of Sant Cesari de Sianha; Italiaans (verouderd): San Cesario) is een gemeente in het Franse departement Alpes-Maritimes (regio Provence-Alpes-Côte d'Azur). De plaats maakt deel uit van het arrondissement Grasse. Saint-Cézaire-sur-Siagne telde op 1 januari 2022 3.971 inwoners.

## Geografie
De oppervlakte van Saint-Cézaire-sur-Siagne bedroeg op 1 januari 2022 30,02 vierkante kilometer; de bevolkingsdichtheid was toen 132,3 inwoners per km².
De onderstaande kaart toont de ligging van Saint-Cézaire-sur-Siagne met de belangrijkste infrastructuur en aangrenzende gemeenten.

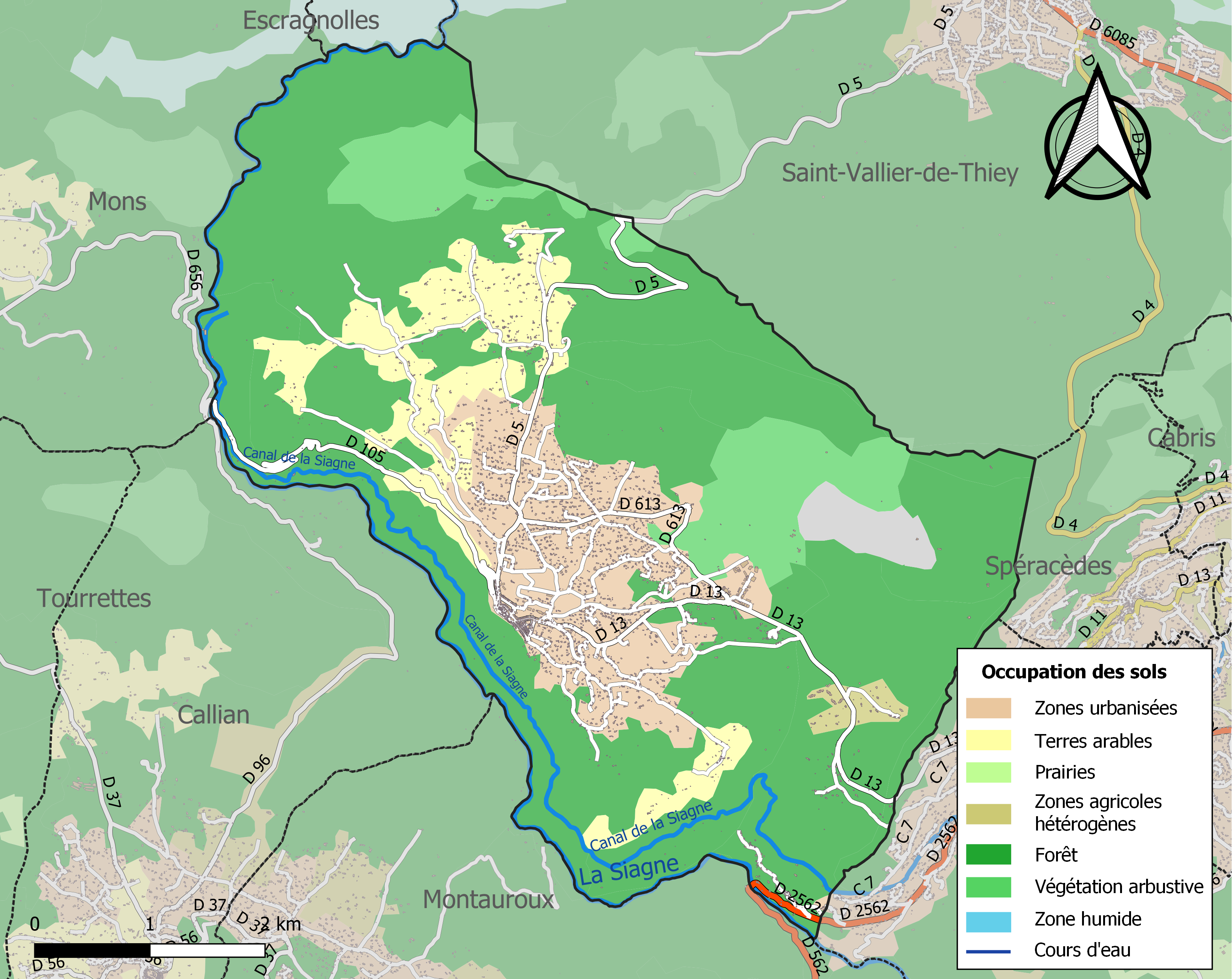

## Demografie
Onderstaande figuur toont het verloop van het inwonertal (bron: INSEE-tellingen).
Vanwege een beveiligingsprobleem met de MediaWiki Graph-software is het momenteel niet mogelijk deze grafiek weer te geven. Zodra de software is bijgewerkt zal de grafiek vanzelf weer zichtbaar worden.